# Georgios Grigoriou
Georgios Grigoriou (griechisch Γεώργιος Γρηγορίου, * 1871 in Sosopol) war ein griechischer Leichtathlet, der an den Olympischen Sommerspielen 1896 teilnahm. Er nahm am Marathonlauf von Marathon nach Athen teil. Er schaffte es nicht bis ins Ziel, sondern gab nach 24 Kilometern Strecke auf.